# Guran
Guran é uma comuna francesa na região administrativa da Occitânia, no departamento do Alto Garona. Estende-se por uma área de 5.28 km², com 44 habitantes, segundo o censo de 2018, com uma densidade de 8.3 hab/km².